# Baksa (Syria)
Baksa (arab. بكسا) – miasto w Syrii, w muhafazie Latakia. W 2004 roku liczyło 3001 mieszkańców.